# さようなら、素晴らしい世界
『さようなら、素晴らしい世界』（さようなら、すばらしいせかい）は、indigo la Endの1枚目のミニアルバム。2012年4月11日にeninalより発売された。

## 概要
・初の全国発売盤、1stミニアルバム。
・レコーディング、ミキシングは美濃隆章(toe)。

## 収録曲
全作詞・作曲:川谷絵音、全編曲:indigo la End 
1. 緑の少女 (4:16)
2. 秘密の金魚 (4:15)
3. 夢で逢えたら (4:37)
4. Warhol (5:47)
5. 夜の公園 (5:38)
6. ジョン・カーティス (4:21)
7. むだい (1:48)
8. 素晴らしい世界 (5:02)

## 演奏
- 川谷絵音：Vocal, Guitar
- 長田カーティス：Guitar
- オオタユウスケ：Drums, Chorus
- 和田茉莉子：Bass
- 露崎義邦：Bass (#1-6.8)
- クガツハズカム：Chorus (#3)
- 佐々木みお：Chorus (#1.2.6)
- 工藤愛子：Chorus (#5)
- 伊藤綾乃：Flute (#7)